# Championnat de Syrie de football 2000-2001
Navigation
Saison 1999-2000 Saison 2001-2002
La saison 2000-2001 du Championnat de Syrie de football est la trentième édition du championnat de première division en Syrie. Les quatorze meilleurs clubs du pays sont regroupés au sein d'une poule unique où ils s'affrontent deux fois au cours de la saison, à domicile et à l'extérieur. En fin de saison, les quatre premiers disputent la phase finale pour le titre tandis que les quatre derniers sont relégués et remplacés par les deux meilleurs clubs de deuxième division.
C'est le club d'Al Jaish Damas qui remporte le championnat cette saison, après avoir terminé en tête du classement final avec neuf points d'avance sur Al-Karamah SC et onze sur Al Ittihad Alep. C'est le huitième titre de champion de Syrie de l'histoire du club, qui manque le doublé en s'inclinant en finale de la Coupe de Syrie face à Hutteen SC.
La fin de saison a été particulièrement mouvementée. Tout d'abord, pour une raison indéterminée, la fédération syrienne décide d'annuler la phase finale pour le titre, qui devait regrouper les quatre premiers du classement à la fin de la saison régulière. Al Jaish Damas, en tête au classement général, est déclaré champion. Ensuite, plusieurs clubs sont reconnus coupables d'avoir arrangés des rencontres du championnat et sont rétrogradées en première instance en deuxième division. Cette décision sera par la suite annulée par la fédération.

## Les clubs participants
| - Al Futuwa Deir ez-Zor - Al-Karamah SC - Al Ittihad Alep - Jableh SC - Al Wathba Homs - Al Shorta Damas - Al Wahda Damas | - Tishreen SC - Hutteen SC - Al Yaqza - Promu de D2 - Al Jihad Damas - Hurriya SC - Al Jaish Damas - Al Shorta Alep - Promu de D2 |

## Compétition

### Classement
Le barème utilisé pour établir le classement est le suivant :
- Victoire : 3 points
- Match nul : 1 point
- Défaite : 0 point

| Rang | Équipe                   | Pts | J  | G  | N  | P  | Bp | Bc | Diff |
| ---- | ------------------------ | --- | -- | -- | -- | -- | -- | -- | ---- |
| 1    | Al Jaish Damas           | 60  | 26 | 18 | 6  | 2  | 49 | 19 | +30  |
| 2    | Al-Karamah SC            | 51  | 26 | 15 | 6  | 5  | 45 | 16 | +29  |
| 3    | Al Ittihad Alep          | 49  | 26 | 14 | 7  | 5  | 43 | 30 | +13  |
| 4    | Hurriya SC               | 47  | 26 | 14 | 5  | 7  | 47 | 29 | +18  |
| 5    | Al Jihad Damas -6        | 43  | 26 | 15 | 4  | 7  | 49 | 23 | +26  |
| 6    | Hutteen SCC              | 41  | 26 | 12 | 5  | 9  | 38 | 32 | +6   |
| 7    | Al Wahda Damas           | 38  | 26 | 11 | 5  | 10 | 29 | 19 | +10  |
| 8    | Al Wathba Homs -3        | 34  | 26 | 10 | 7  | 9  | 35 | 38 | -3   |
| 9    | Tishreen SC              | 31  | 26 | 7  | 10 | 9  | 33 | 34 | -1   |
| 10   | Jableh SCT               | 30  | 26 | 8  | 6  | 12 | 23 | 35 | -12  |
| 11   | Al Shorta AlepP          | 25  | 26 | 7  | 4  | 15 | 24 | 41 | -17  |
| 12   | Al Futuwa Deir ez-Zor -6 | 17  | 26 | 5  | 8  | 13 | 29 | 42 | -13  |
| 13   | Al Shorta Damas          | 14  | 26 | 4  | 2  | 20 | 18 | 48 | -30  |
| 14   | Al YaqzaP                | 13  | 26 | 4  | 1  | 21 | 24 | 80 | -56  |

|  | Champion de Syrie 2000-2001                                                           |
|  | Qualification pour la Coupe d'Asie des clubs champions 2001-2002                      |
|  | Qualification pour la Coupe d'Asie des vainqueurs de coupe 2001-2002                  |
|  | Relégation directe en deuxième division                                               |
|  | T : Tenant du titre C : Vainqueur de la Coupe de Syrie P : Promu de deuxième division |

- Les pénalités données aux clubs font suite à des incidents survenus lors de différentes rencontres du championnat.
Le mode de qualification pour les compétitions continentales n'est pas précisé.

## Bilan de la saison
| Championnat de Syrie de football 2000-2001                        |                           |
| Champion                                                          | Al Jaish Damas (8e titre) |
| Coupes et trophées                                                |                           |
| Vainqueur de la Coupe de Syrie 2000-2001                          | Hutteen SC                |
| Qualifications continentales                                      |                           |
| Coupe d'Asie des clubs champions 2001-2002                        | Jableh SC                 |
| Coupe d'Asie des vainqueurs de coupe 2001-2002                    | Tishreen SC               |
| Promotions et relégations                                         |                           |
| Promus en Syrian League                                           | Al Majd Damas             |
| Promus en Syrian League                                           | Umayya                    |
| Relégués en Championnat de Syrie de football de deuxième division | Al Shorta Alep            |
| Relégués en Championnat de Syrie de football de deuxième division | Al Futuwa Deir ez-Zor     |
| Relégués en Championnat de Syrie de football de deuxième division | Al Shorta Damas           |
| Relégués en Championnat de Syrie de football de deuxième division | Al Yaqza                  |